# Jaroslav Dobeš (fotbalista)
Jaroslav Dobeš (1905 - 1996) byl český fotbalista, záložník.

## Fotbalová kariéra
V československé lize hrál za SK Náchod. Nastoupil ve 107 ligových utkáních a dal 9 gólů.

## Ligová bilance
| Ročník                    | Zápasy | Góly | Klub      |
| ------------------------- | ------ | ---- | --------- |
| 1. asociační liga 1930/31 | 12     | 2    | SK Náchod |
| 1. asociační liga 1931/32 | -      | 2    | SK Náchod |
| 1. asociační liga 1932/33 | -      | 0    | SK Náchod |
| 1. asociační liga 1933/34 | -      | 3    | SK Náchod |
| Státní liga 1935/36       | -      | 2    | SK Náchod |
| Státní liga 1936/37       | -      | 0    | SK Náchod |
| Státní liga 1937/38       | -      | 0    | SK Náchod |
| Státní liga 1938/39       | 12     | 0    | SK Náchod |
| CELKEM                    | 107    | 9    |           |